# Élections législatives de 1876 dans la Creuse
Les élections législatives de 1876 ont eu lieu les 20 février et 5 mars 1876

## Députés élus
|   | Circonscription | Député élu             |  | Groupe parlementaire |
| - | --------------- | ---------------------- |  | -------------------- |
| 1 | Aubusson 1e     | Armand Fourot          |  | Gauche républicaine  |
| 2 | Aubusson 2e     | Louis Bandy de Nalèche |  | Centre gauche        |
| 3 | Bourganeuf      | Martin Nadaud          |  | Extrême gauche       |
| 4 | Boussac         | Eugène Parry           |  | Gauche républicaine  |
| 5 | Guéret          | Jean Moreau            |  | Extrême gauche       |

## Résultats à l'échelle du département
| Partis         | Partis                            | Premier tour | Premier tour | Deuxième tour | Deuxième tour | Sièges |
| Partis         | Partis                            | Voix         | %            | Voix          | %             | Sièges |
| -------------- | --------------------------------- | ------------ | ------------ | ------------- | ------------- | ------ |
|                | Gauche républicaine, Républicains | 17 361       | 31,98        |               |               | 2      |
|                | Extrême-gauche                    | 10 650       | 19,62        | 12 718        | 69,53         | 2      |
|                | Bonapartistes                     | 8 009        | 14,75        |               |               | 0      |
|                | Centre gauche                     | 6 580        | 12,12        | 1             |               |        |
|                | Légitimistes, Monarchistes        | 6 143        | 11,32        | 5 573         | 30,47         | 0      |
|                | Constitutionnels, Centre-droit    | 3 275        | 6,03         |               |               | 0      |
|                | Union républicaine                | 2 262        | 4,17         | 0             |               |        |
|                |                                   |              |              |               |               |        |
| Inscrits       | Inscrits                          | 74 999       | 100,00       | 26 537        | 100,00        | 5      |
| Votants        | Votants                           | 55 102       | 73,47        | 18 377        | 69,25         |        |
| Abstentions    | Abstentions                       | 19 897       | 26,53        | 8 160         | 30,75         |        |
| Blancs et nuls | Blancs et nuls                    | 822          | 1,10         | 86            | 0,47          |        |
| Exprimés       | Exprimés                          | 54 280       | 72,37        | 18 291        | 99,53         |        |

## Résultats par arrondissement

### Arrondissement d'Aubusson

#### 1recirconscription
| Candidats      | Candidats                        | Étiquette           | Premier tour | Premier tour |
| Candidats      | Candidats                        | Étiquette           | Voix         | %            |
| -------------- | -------------------------------- | ------------------- | ------------ | ------------ |
|                | Armand Fourot                    | Gauche républicaine | 7 697        | 63,61        |
|                | Octave Sallandrouze de Lamornaix | Bonapartiste        | 4 403        | 36,39        |
|                |                                  |                     |              |              |
| Inscrits       | Inscrits                         | Inscrits            | 15 496       | 100,00       |
| Votants        | Votants                          | Votants             | 12 173       | 78,56        |
| Abstention     | Abstention                       | Abstention          | 3 323        | 21,44        |
| Blancs et nuls | Blancs et nuls                   | Blancs et nuls      | 73           | 0,60         |
| Exprimés       | Exprimés                         | Exprimés            | 12 100       | 99,40        |

#### 2ecirconscription
| Candidats      | Candidats                             | Étiquette                | Premier tour | Premier tour |
| Candidats      | Candidats                             | Étiquette                | Voix         | %            |
| -------------- | ------------------------------------- | ------------------------ | ------------ | ------------ |
|                | Louis Bandy de Nalèche                | Républicain conservateur | 6 580        | 91,14        |
|                | Joseph-Alfred Cornudet des Chaumettes | Bonapartiste             | 640          | 8,86         |
|                |                                       |                          |              |              |
| Inscrits       | Inscrits                              | Inscrits                 | 11 718       | 100,00       |
| Votants        | Votants                               | Votants                  | 7 437        | 63,47        |
| Abstention     | Abstention                            | Abstention               | 4 281        | 36,53        |
| Blancs et nuls | Blancs et nuls                        | Blancs et nuls           | 217          | 2,92         |
| Exprimés       | Exprimés                              | Exprimés                 | 7 220        | 97,08        |

### Arrondissement de Bourganeuf
| Candidats      | Candidats       | Étiquette        | Premier tour | Premier tour |
| Candidats      | Candidats       | Étiquette        | Voix         | %            |
| -------------- | --------------- | ---------------- | ------------ | ------------ |
|                | Martin Nadaud   | Extrême-gauche   | 4 083        | 52,01        |
|                | Émile Coutisson | Constitutionnels | 3 275        | 41,71        |
|                | Pascal Bonnin   | Bonapartiste     | 493          | 6,28         |
|                |                 |                  |              |              |
| Inscrits       | Inscrits        | Inscrits         | 10 717       | 100,00       |
| Votants        | Votants         | Votants          | 8 002        | 74,67        |
| Abstention     | Abstention      | Abstention       | 2 715        | 25,33        |
| Blancs et nuls | Blancs et nuls  | Blancs et nuls   | 151          | 1,89         |
| Exprimés       | Exprimés        | Exprimés         | 7 851        | 98,11        |

### Arrondissement de Boussac
| Candidats      | Candidats                           | Étiquette           | Premier tour | Premier tour |
| Candidats      | Candidats                           | Étiquette           | Voix         | %            |
| -------------- | ----------------------------------- | ------------------- | ------------ | ------------ |
|                | Eugène Parry                        | Gauche républicaine | 5 641        | 65,48        |
|                | Georges Lezaud                      | Bonapartiste        | 2 473        | 28,71        |
|                | Jean-Marie-Théophile Desaincthorent | Légitimiste         | 501          | 5,82         |
|                |                                     |                     |              |              |
| Inscrits       | Inscrits                            | Inscrits            | 10 531       | 100,00       |
| Votants        | Votants                             | Votants             | 8 628        | 81,93        |
| Abstention     | Abstention                          | Abstention          | 1 903        | 18,07        |
| Blancs et nuls | Blancs et nuls                      | Blancs et nuls      | 13           | 0,15         |
| Exprimés       | Exprimés                            | Exprimés            | 8 615        | 99,85        |

### Arrondissement de Guéret
| Candidats      | Candidats             | Étiquette           | Premier tour | Premier tour | Deuxième tour | Deuxième tour |
| Candidats      | Candidats             | Étiquette           | Voix         | %            | Voix          | %             |
| -------------- | --------------------- | ------------------- | ------------ | ------------ | ------------- | ------------- |
|                | Jean Moreau           | Républicain radical | 6 567        | 35,51        | 12 718        | 69,53         |
|                | Jules de Laveaucoupet | Légitimiste         | 5 642        | 30,51        | 5 573         | 30,47         |
|                | Paul Laroche          | Républicain modéré  | 4 023        | 21,75        |               |               |
|                | Lacôte                | Union républicaine  | 2 262        | 12,23        |               |               |
|                |                       |                     |              |              |               |               |
| Inscrits       | Inscrits              | Inscrits            | 26 537       | 100,00       | 26 537        | 100,00        |
| Votants        | Votants               | Votants             | 18 862       | 71,08        | 18 377        | 69,25         |
| Abstention     | Abstention            | Abstention          | 7 675        | 28,92        | 8 160         | 30,75         |
| Blancs et nuls | Blancs et nuls        | Blancs et nuls      | 368          | 1,95         | 86            | 0,47          |
| Exprimés       | Exprimés              | Exprimés            | 18 494       | 98,05        | 18 291        | 99,53         |